# Paraegle ochracea
Paraegle ochracea är en fjärilsart som beskrevs av Nicolas Grigorevich Erschoff 1874. Paraegle ochracea ingår i släktet Paraegle och familjen nattflyn. Inga underarter finns listade i Catalogue of Life.